# Diana Chehoudi
Diana Chehoudi (arabisch ديانا الشهودي, DMG Diyānā aš-Šahūdī; * 23. April 1998) ist eine niederländisch-tunesische Tennisspielerin.

## Karriere
Chehoudi spielt bislang vor allem Turniere der ITF Women’s World Tennis Tour, wo sie bisher aber noch keinen Titel gewinnen konnte.
2016 gab Chehoudi ihren Einstand für die tunesische Fed-Cup-Mannschaft, wo sie bislang aber nur eine Doppel spielte, das sie zusammen mit ihrer Partnerin Mouna Bouzgarrou verlor.